# Rea Lenders
Andrea Augusta Gemma (Rea) Lenders (Groningen, 29 december 1980) is een Nederlandse turnster op het onderdeel trampolinespringen.
Ze is tienvoudig Nederlands Kampioene op dit onderdeel. In 2004 nam ze deel aan de Olympische Spelen in Athene. Hier bereikte ze een achtste plaats. Ze is de enige Nederlandse trampolinespringster die deelnam aan de Olympische Zomerspelen. Ze nam in 2012 ook deel aan de Olympische Spelen in Londen, maar hier kwam ze niet verder dan de dertiende plaats in de kwalificatie. Op 4 september 2016 nam ze na een carrière van 29 jaar afscheid van het actieve trampolinespringen.